# Скобцов Леонід Якович
Леонід Якович Скобцов (10 червня 1917, станція Ясинувата, тепер місто Донецької області — ?) — український радянський діяч, 1-й секретар Сталінського обласного комітету ЛКСМУ, секретар Донецького сільського обласного комітету КПУ, проректор із наукової роботи та завідувач кафедри історії УРСР Донецького державного університету. Кандидат історичних наук (1961).

## Біографія
Член ВКП(б) з 1939 року.
Перебував на комсомольській та партійній роботі.
З 31 жовтня 1938 до вересня 1943 року — на Чорноморському та Балтійському флотах, учасник німецько-радянської війни з 1941 року. Служив у 1-й бригаді морської піхоти, був інспектором політичного управління Північного флоту.
До 1945 року — 2-й секретар Сталінського обласного комітету ЛКСМУ. У 1945—1946 роках — 1-й секретар Сталінського обласного комітету ЛКСМУ.
До лютого 1951 року — секретар Сталінського (Донецького) міського комітету КП(б)У Сталінської (Донецької) області.
З лютого 1951 до січня 1963 року — завідувач відділу пропаганди і агітації Сталінського (Донецького) обласного комітету КПУ.
17 січня 1963 — 7 грудня 1964 року — секретар Донецького сільського обласного комітету КПУ — завідувач ідеологічного відділу Донецького сільського обласного комітету КПУ.
7 грудня 1964 — 6 січня 1970 року — завідувач відділу науки і навчальних закладів Донецького обласного комітету КПУ.
У 1969—1975 роках — проректор із наукової роботи Донецького державного університету. У 1975—1978 роках — завідувач кафедри історії Української РСР Донецького державного університету.
Подальша доля невідома.

## Звання
- старшина 2-ї статі
- капітан 3 рангу

## Нагороди
- орден Трудового Червоного Прапора (27.04.1967)
- орден «Знак Пошани» (4.05.1962)
- медаль «За оборону Ленінграда»
- медаль «За оборону Радянського Заполяр'я»
- медаль «За перемогу над Німеччиною у Великій Вітчизняній війні 1941—1945 рр.»
- медалі